# Atalante
Pour les articles homonymes, voir Atalante (homonymie).
Dans la mythologie grecque, Atalante (grec ancien : Ἀταλάντη / Atalántê) est une héroïne. Elle a été éduquée par Artémis après avoir été abandonnée par son père. Deux traditions existent à son sujet, toutes les deux mettant l'accent sur son refus initial du mariage et ses exploits hors du commun dans la société grecque antique. Dans la tradition de l'Arcadie, Atalante prend part à des quêtes collectives importantes : la chasse au sanglier de Calydon et parfois le voyage des Argonautes. Atalante a régulièrement inspiré les artistes depuis l'Antiquité jusqu'à l'époque actuelle.

## Mythe
Carl Robert, repris par les mythologues postérieurs, distingue deux Atalantes, l'une présente dans la tradition béotienne (de la région de Béotie, en Grèce centrale) et l'autre dans la tradition arcadienne — d'Arcadie, autre région de Grèce centrale située plus au sud, dans le Péloponnèse. Carl Robert suppose que la seconde Atalante a été inventée à partir de la première.

### Tradition arcadienne
Dans la version arcadienne, Atalante est la fille d'Iasos, roi du Péloponnèse, fils de Lycurgue, et de Clymène, fille de Minyas. Comme Iasos ne voulait pas de fille, elle fut abandonnée à la naissance, et recueillie par une ourse dans la forêt du Pélion. Des chasseurs enfin la trouvèrent et l'élevèrent ; elle devint une chasseuse redoutable, se distinguant notamment à la chasse du sanglier de Calydon : elle porta le premier coup, et reçut en récompense la hure de l'animal des mains de Méléagre. Elle fit, comme Artémis, vœu de virginité. Deux centaures qui avaient tenté d'abuser d'elle, Hyléos et Rhoécos, périrent sous ses flèches. Il semble qu'elle épousa cependant Méléagre. Elle fut l'unique femme à faire partie des Argonautes pour aller conquérir la Toison d'or aux côtés de Jason.

### Tradition béotienne

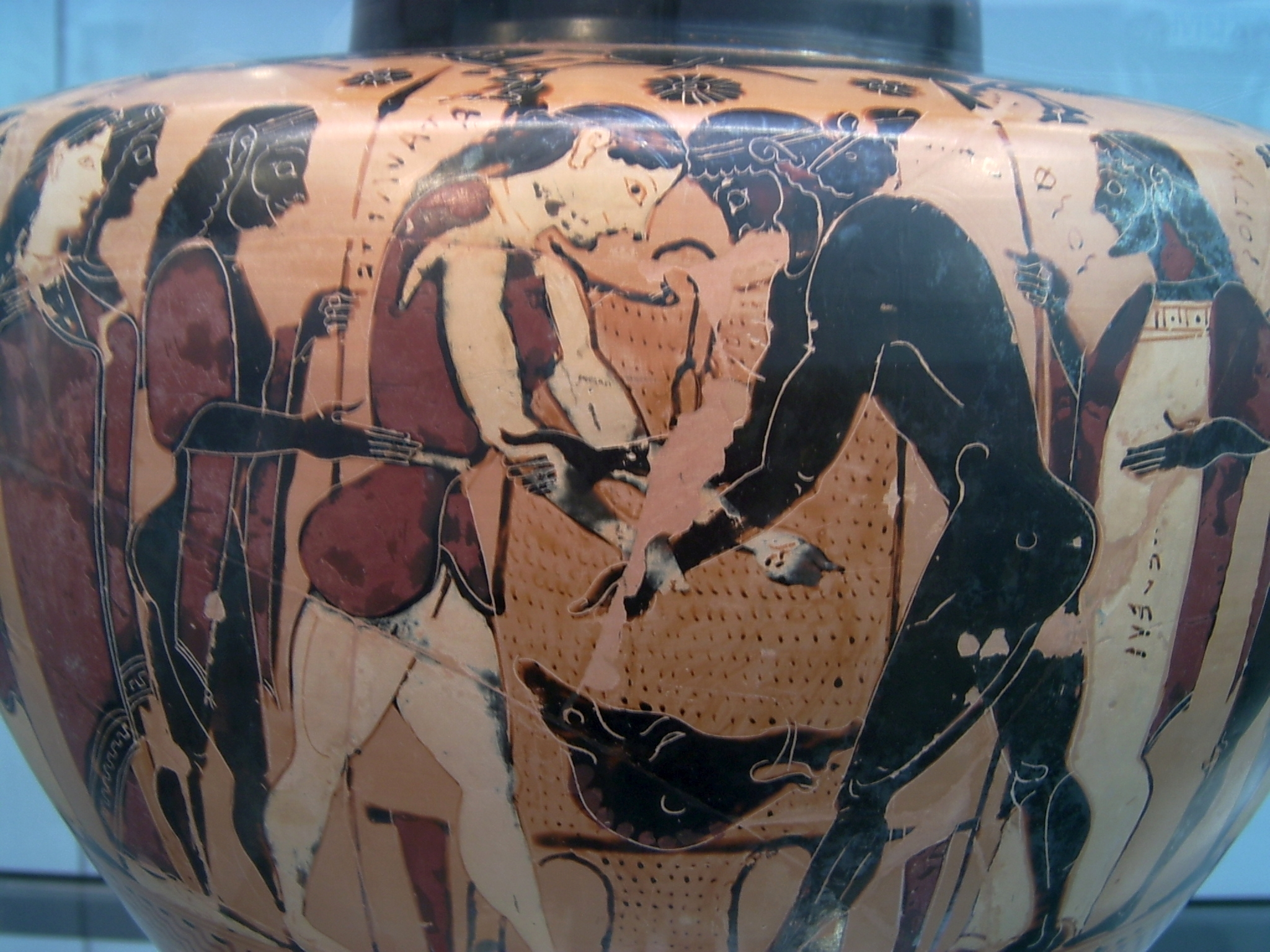
Atalante affrontant Pélée à la lutte aux jeux funèbres de Pélias. Hydrie chalcidienne à figures noires, 540-530 av. J.-C. Staatliche Antikensammlungen, Munich.

Dans la version béotienne, elle est la fille de Schœnée,, fils d'Athamas. Son père souhaitant la marier, elle ne voulut prendre pour époux que celui qui pourrait la battre à la course ; ceux qui échoueraient seraient mis à mort. La légende indique que les prétendants partaient les premiers, sans armes, et qu'Atalante, munie d'un javelot, tuait ceux qu'elle dépassait. De nombreux prétendants moururent ainsi, jusqu'à ce que se présente Hippomène qui, aidé d'Aphrodite, laissa tomber trois pommes d'or, provenant du jardin des Hespérides, données par la déesse dans sa course ; curieuse, la jeune fille s'arrêta pour les ramasser, et fut ainsi devancée à l'arrivée.
Mais par la suite, les amants se rendent coupables de sacrilège en entamant une relation sexuelle dans un temple. Chez Ovide, Hippomène oublie de remercier la déesse Aphrodite de lui avoir donné les pommes d'or. Pour se venger, elle envoie aux amants un désir irrépressible qui les conduit à s’unir dans un temple de Cybèle, qui, courroucée, les métamorphose en lions et les attelle à son char. Apollodore indique seulement qu'ils s'unissent dans un temple de Zeus. Chez Hygin, c'est également Aphrodite qui envoie aux amants leur désir sacrilège, mais c'est Zeus qui les métamorphose. Il précise aussi qu'une fois devenus lions, les amants ne peuvent plus avoir de rapports charnels.
Elle est la mère de Parthénopée, fruit, selon certains auteurs, d'une relation avec Arès, dieu grec de la guerre et de la destruction. Selon les Histoires incroyables de Palaiphatos, lors d'une partie de chasse, Mélanion persuade la jeune fille de lui céder sa vertu, et ils entrent dans une caverne, tanière d'un lion et d'une lionne. Les deux bêtes se lancent sur Atalante et sur son compagnon, et les tuent. Les compagnons de chasse de Mélanion, en les apercevant, crurent qu'ils avaient pris l'apparence de ces animaux, et ils répandirent la rumeur qu'Atalante et Mélanion s'étaient transformés en lions.

## Atalante dans les arts pendant l'Antiquité
Atalante apparaît sur plusieurs vases grecs décorés de scènes mythologiques. Une hydrie chalcidienne à figures noires façonnée et peinte vers 540-530 av. J.-C. (Staatliche Antikensammlungen de Munich, no 596) montre Atalante en train d'affronter le héros Pélée à la lutte pendant les jeux funèbres du roi Pélias. La présence de la tête coupée du sanglier de Calydon à l'arrière-plan permet de reconnaître le contexte et les personnages. Un lécythe attique à fond blanc datant d'environ 500–490 av. J.-C. et attribué au peintre Douris (actuellement au Cleveland Museum of Art, DSC08209) représente la course d'Atalante et d'Hippomène mais n'en montre que la seule Atalante, que viennent entourer Éros (le Désir) et Eidos (l'Apparence) sous la forme de jeunes gens ailés portant des rameaux : le tout symbolise son désir pour Hippomène qui lui fera perdre la course.

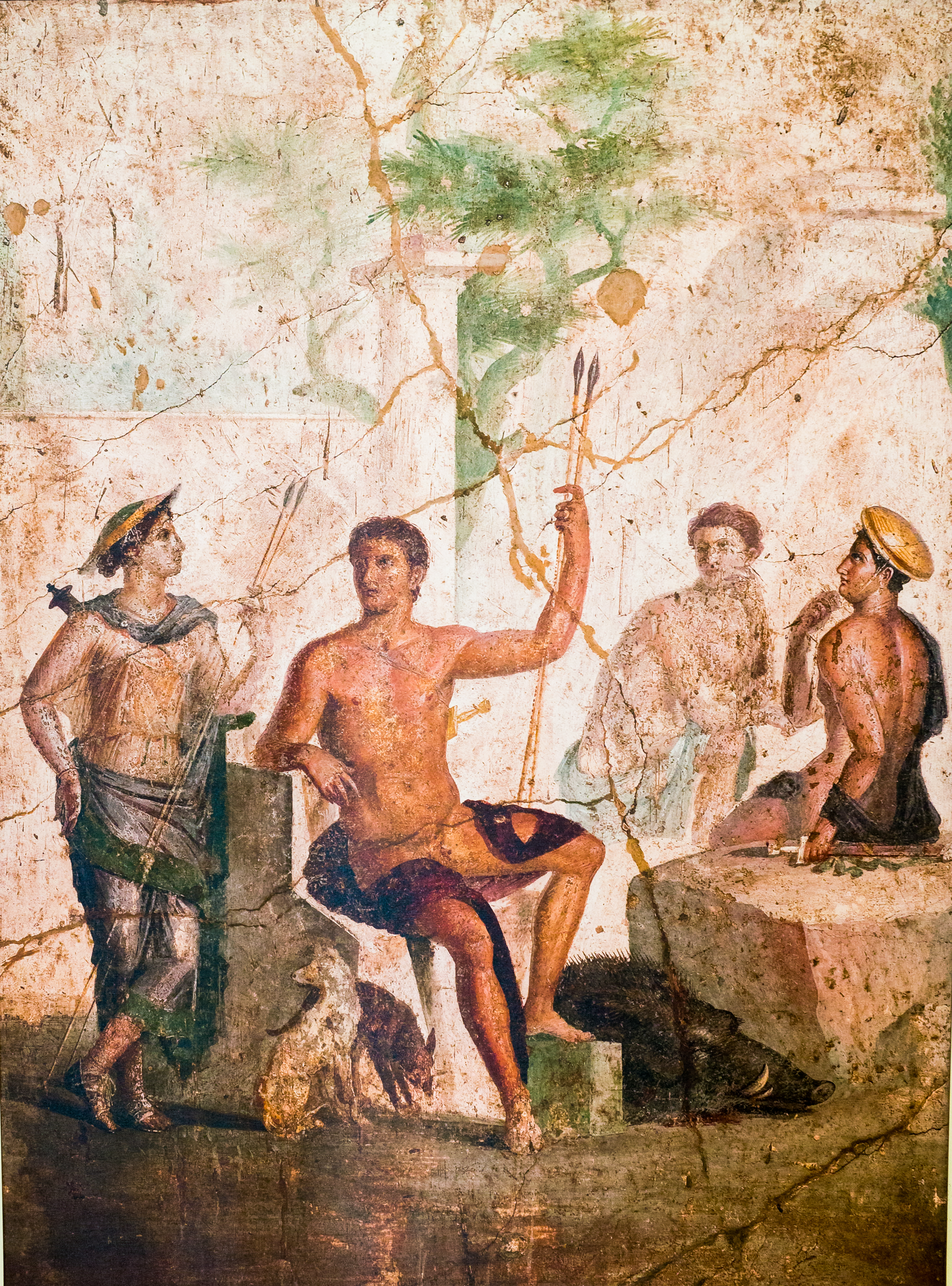
Méléagre et Atalante se reposent après avoir chassé le sanglier de Calydon. Fresque antique de Pompéi.

Une statue grecque en marbre datant du Ier siècle av. J.-C. et actuellement conservée dans la Galleria dei Candelabri des musées du Vatican représente une jeune femme victorieuse debout à côté d'un rameau de laurier et qui est couramment identifiée comme Atalante. Une autre statue hellénistique montrant l'héroïne en train de courir pendant sa course contre Hippomène a fait l'objet d'une copie par le sculpteur Pierre Lepautre au début du XVIIIe siècle (actuellement conservée dans la cour Marly du musée du Louvre).

## Héritage après l'Antiquité
Atalante est régulièrement représentée dans les arts après la fin de l'Antiquité et jusqu'à nos jours.

### Littérature
Atalante apparaît également au théâtre : le poète et dramaturge anglais Swinburne lui consacre en 1865 une tragédie en vers, Atalante à Calydon (Atalanta in Calydon), composée dans le style d'une tragédie grecque.
Atalante est un Esprit héroïque faisant partie de la classe Archer de la faction Rouge dans la série Fate/Apocrypha de TYPE-MOON.
Rick Riordan mentionne son nom dans Percy Jackson : la mer des monstres , et lui dédie un chapitre de son Percy Jackson et les héros grecs.
En 2024, l'autrice Cassandra Lambert reprend l'héroïne dans une duologie éponyme. Elle y reprend la légende d'Atalante en la romantisant. Cette courte série est publiée chez Didier Didier Jeunesse.

### Alchimie
Le mythe d'Atalante est au cœur du traité alchimique Atalante fugitive. Écrite par le médecin et alchimiste Michael Maier en 1617 à Oppenheim, l'œuvre devient au fil du temps une référence dans le domaine de l'alchimie. Le traité est composé de cinquante gravures, fugues musicales et discours, traitant « des secrets de la nature ». Maier s'exprime de manière encore plus claire sur Atalante dans un autre ouvrage, Les Arcanes très secrets : « À moins d'être plus aveugle qu'une taupe, il n'y a personne pour ne pas voir que ces fables sont chymiques… On sait par de nombreux témoignages que notre matière royale est une vierge mais qu'elle est fugace et a des ailes aux pieds. Ce sont, bien évidemment, les talonnières de Mercure. Ainsi, elle dépasse n'importe qui à la course, à moins qu'elle ne soit traitée avec ruse et stratagème. »

### Peinture

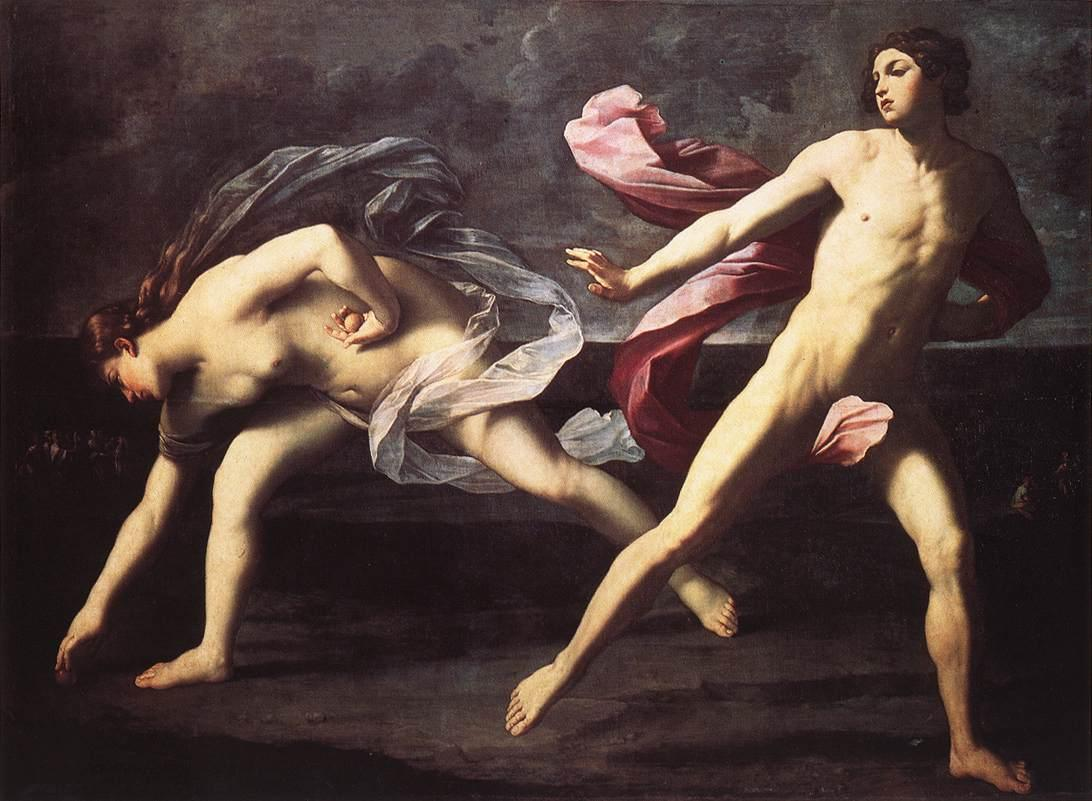
Atalante et Hippomène par Guido Reni, autour de 1610. Huile sur toile, musée Capodimonte de Naples.

Atalante apparaît dans la peinture médiévale puis de la Renaissance et de l'époque moderne parmi les tableaux à sujets mythologiques. Un épisode très fréquemment représenté est celui de la course entre Atalante et Hippomène, qui donne lieu à plusieurs tableaux fameux, dont Atalante et Hippomène du peintre italien Guido Reni autour de 1610. Une autre représentation de la course vers la même période est réalisée par Willem van Herp en 1632 (Atalante et Hippomène, actuellement au musée national de Varsovie). Par la suite, l'épisode est également peint par le peintre français Nicolas Colombel en 1699, puis par le peintre français Noël Hallé, dans les années 1760 (La Course d’Hippomène et d’Atalante, actuellement conservé au musée du Louvre à Paris). Un autre moment, celui du mariage entre Atalante et Hippomène, est représenté par le peintre français Louis de Boullogne le Jeune, toujours au XVIIIe siècle.
L'épisode de la chasse au sanglier de Calydon, à laquelle Atalante prend part, est peint vers 1616-1620 par Rubens qui représente l'affrontement avec le sanglier. Vers 1634-1639, Nicolas Poussin montre le départ des chasseurs dans une toile intitulée La Chasse de Méléagre et Atalante ou parfois Le Départ pour la chasse (actuellement au musée du Prado de Madrid). Dans la première moitié du XVIIe siècle, le peintre flamand Jacob Jordaens représente quant à lui dans Méléagre et Atalante le jeune homme en train de présenter la tête du sanglier à Atalante.

### Art contemporain
En 1979, l'artiste féministe américaine Judy Chicago réalise une œuvre intitulée The Dinner Party (Le Dîner festif), aujourd'hui exposée au Brooklyn Museum, où elle inclut l'héroïne Atalante parmi les 1 038 femmes qu'elle y représente. L'œuvre se présente sous la forme d'une table triangulaire de 39 convives (13 par côté), chaque convive étant une femme, figure historique ou mythique. Les noms des 999 autres femmes figurent sur le socle de l'œuvre. Le nom d'Atalante figure sur le socle : elle y est associée à Sophie, sixième convive de l'aile I de la table.

### Musique
En 1717, le compositeur François Couperin intitule « L'Atalante » la dernière pièce de son 12e Ordre de pièces pour clavecin (Second livre).
Le compositeur britannique, allemand d'origine, Georg Friedrich Haendel crée en 1736 un opéra en trois actes intitulé Atalanta qui relate les amours et le mariage d'Atalante avec un héros dont le nom dans cette version est Méléagre.
Au XXe siècle, le compositeur américain Robert Ashley crée dans les années 1980 l'opéra Atalanta (Acts of God) qui contient des allusions au mythe dans une perspective allégorique.

### Bande dessinée
Aux États-Unis, Atalante apparaît en tant que personnage secondaire dans plusieurs comics. Certains sont directement inspirés de la mythologie grecque, comme Hercule : Les Guerres thraces (Hercules: the Thracian Wars) de Steve Moore et Admira Wijaya (lancé dans les années 2000). D'autres incluent l'héroïne dans un univers de super-héros, comme le comic The Incredible Hulk (L'Incroyable Hulk).
En Europe, la série de bande dessinée Atalante du dessinateur et scénariste belge Crisse, dont la parution a commencé en 2000, a pour personnage principal une héroïne directement inspirée par l'Atalante de la mythologie grecque. Atalante évolue dans un univers de fantasy antique brassant des éléments issus de plusieurs mythologies.

### Cinéma et télévision
Atalante apparaît en tant que personnage secondaire dans plusieurs péplums tournés pour le cinéma ou le petit écran. À la télévision, elle apparaît dans un téléfilm américain Jason et les Argonautes (Jason and the Argonauts) produit par Hallmark, puis dans quelques épisodes de la série américaine Hercule diffusée aux États-Unis à partir de 1995. Elle apparaît plus récemment en 2013 dans la série télévisée britannique Atlantis produite par la BBC.
Atalante apparaît également aux côtés d'Hercule dans le film du même nom (titre original Hercules) réalisé par Brett Ratner, sorti en 2014. Elle est jouée par Ingrid Bolsø Berdal. Archère exceptionnelle, Atalante est l'unique femme parmi les mercenaires qui suivent Hercule (joué par Dwayne Johnson).
Le mythe d'Atalante et d'Hippomène apparaît dans le film de Christophe Honoré, Métamorphoses, sorti en 2014.
Dans le téléfilm Free to Be… You & Me (1974) produit par Marlo Thomas et Free to Be Productions, associés à Teru Murakami-Fred Wolf Films, Inc., un dessin animé de 5 minutes raconte une version féministe du mythe d'Atalante. Pour ce film, ABC Television a reçu un Peabody Award en 1974,.
Atalante apparait notamment dans l'anime Fate/ apocrypha du studio A-1 Pictures en tant qu'archer Rouge.
L'épisode 31 de La petite Olympe et les Dieux (L'invincible Atalante) lui est consacré.

### Jeux vidéo
Atalante apparaît dans plusieurs jeux vidéo inspirés de la mythologie grecque, notamment le jeu d'aventure Herc's Adventures (1997), le jeu de gestion Le Maître de l'Olympe : Zeus (2000), la série de jeux de rôle Golden Sun (2001), le jeu de stratégie Age of Mythology (2002), le jeu vidéo de rôle Rise of the Argonauts (2008), le jeu Grepolis (2009), ou encore le jeu Fate/Grand Order (2015). Récemment, elle est apparue dans le jeu Immortal Fenyx Rising (2020) en tant que boss, faisant partie des quatre héros corrompus avec Hercule, Odysseus et Achille, accompagné d'un ours, en référence au premier mythe.

### Sport
Le principal club de football de Bergame en Italie porte le nom d'Atalanta Bergame.

### Développement de l'innovation
Saint-Malo et Rennes ont choisi d'appeler leur technopole Atalante.